# Profecía de Neferti

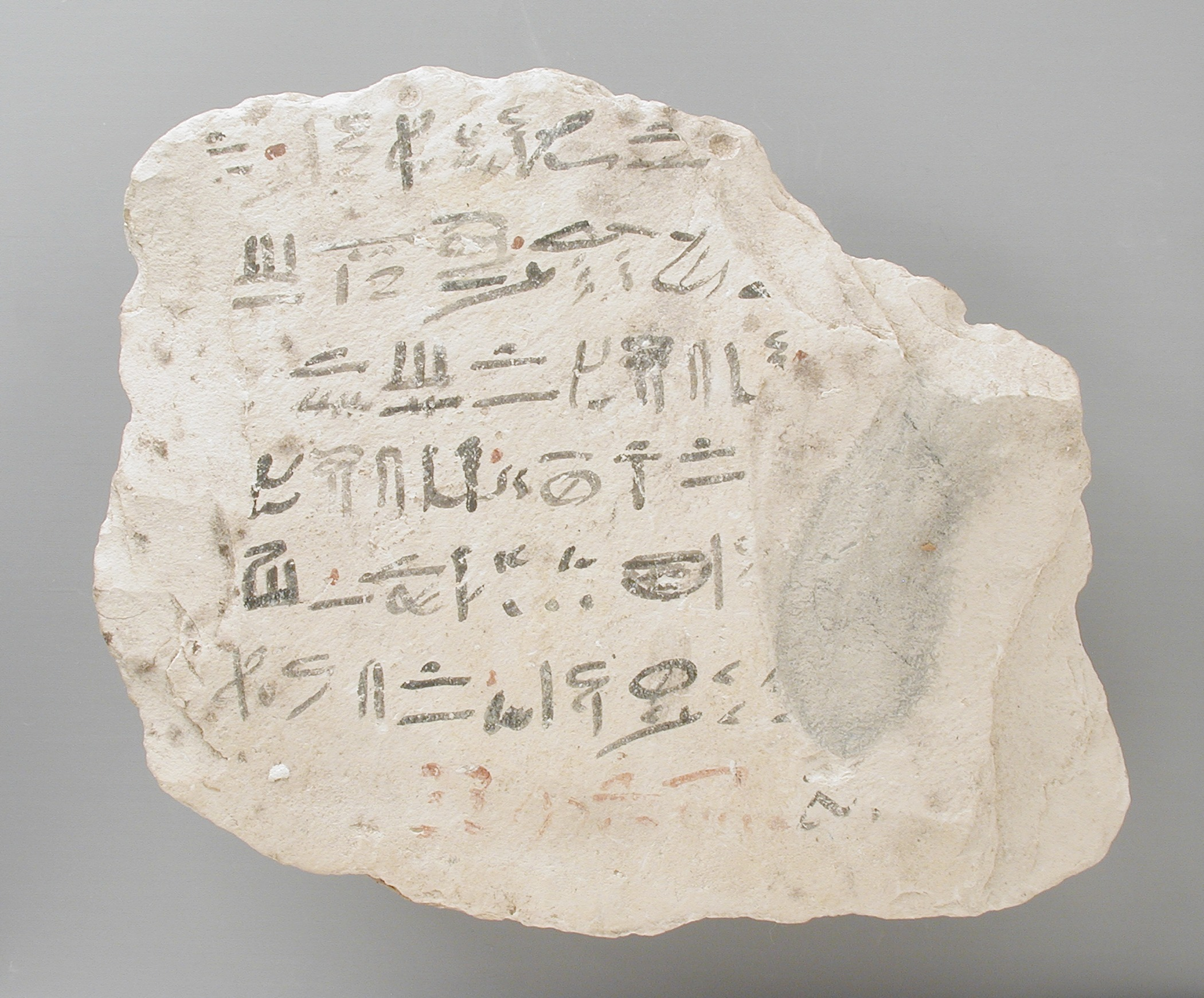
Ostracon con Fragmento de "Las Profecías de Neferti"

La profecía de Neferti (también Neferty, Nefer-rohu o Neferrohu) es un antiguo relato egipcio que se desarrolla en el reinado de Seneferu (c. 2550 a. C.) de la cuarta dinastía, pero fue escrito realmente durante la decimosegunda dinastía (c.1991-1786 a. C.). El texto es una pseudo-profecía, es decir está escrita después del acontecimiento. Se ha conservado en un papiro de la dinastía XVIII publicado por Vladímir Golenishchev y custodiado en el Museo del Hermitage; también aparecen fragmentos en multitud de ostraca ramésidas.
En el relato, el faraón Seneferu llama a la corte a un sabio para entretenerlo con bellas palabras, frases bien escogidas. El sabio, un sacerdote lector de Bastet, llamado Neferti, le pregunta si desea oír hablar del pasado o del futuro, y el faraón elige el futuro. Neferti describe la visión de un Egipto futuro, el primer periodo intermedio, representándolo como el caos en la tierra, donde se invierten todas las normas sociales y naturales. Hacia el final del texto, Neferti predice el advenimiento de un rey llamado Ameny, que restaurará el orden en el país:

Del sur vendrá un rey, de nombre Ameni (Amenemhat), hijo de una mujer de la tierra de Jeti, hijo de Jen-jen. Él se colocará la corona blanca, tomará la corona roja y la ensamblará para unir la doble corona. Él propiciará la voluntad de los Dos Señores con aquello que él desea, la tierra será incluida en su sentimiento, los remos que permiten navegar, la gente que se regocija en la voluntad de su reinado, el hombre de bien honrará su nombre eternamente.

Las descripciones de desastres del texto se relacionan con la gran tradición literaria egipcia de lamentos pesimistas, como ocurre en los Lamentos de Ipuur o en los Lamentos de Jajeperreseneb.

La necesidad está recorriendo la tierra, que está arruinada completamente, y no hay nada. Se destruye la tierra y ya no hay nadie que la cuide, no hay nadie con quien hablar, ni nadie que actúe en consecuencia. ¿Ve cómo lloran, cómo se va esta tierra? El sol se oculta y no brillará para la gente. Nadie vivirá cuando el sol se oculte por las nubes, y ensordecerán por su carencia.

El texto se ha interpretado a menudo como una pieza clásica de propaganda real egipcia, de carácter mesiánico, puesto que se interpreta que el salvador faraón Ameny es una referencia al primer rey de la dinastía XII, Amenemhat I. Amenemhat no tenía relación familiar alguna con su precursor, y su reinado comenzó en condiciones difíciles y con la oposición de la nobleza, de hecho según la Historia de Sinuhé fue asesinado. La profecía de Neferti sería por tanto la justificación política de su nueva dinastía. 